# Meet Mr. Lucifer
Pour plus de détails, voir Fiche technique et Distribution.
Meet Mr. Lucifer est un film britannique réalisé par Anthony Pelissier, sorti en 1953.

## Synopsis
Lorsque M. Pedelty part à la pension, son entreprise lui offre un téléviseur en guise de cadeau de retraite. Au début, il bénéficie de toute l’attention de ses voisins curieux de cet appareil encore inédit au sein de la population, mais bientôt l’attraction s’estompe. Il décide alors de la vendre à un jeune couple marié, les Norton, vivant dans l’appartement au-dessus de lui. Ces derniers rencontrent rapidement des problèmes avec la télévision, qui va être tour à tour transmis à plusieurs personnages différents.

## Fiche technique
- Titre : Meet Mr. Lucifer
- Réalisation : Anthony Pelissier
- Scénario : Monja Danischewsky, Peter Myers et Alec Grahame d'après la pièce d'Arnold Ridley
- Direction artistique : Wilfrid Shingleton
- Photographie : Desmond Dickinson
- Montage : Bernard Gribble (en)
- Musique : Eric Rogers (en)
- Pays de production : Royaume-Uni
- Format : Noir et blanc - 1,37:1
- Genre : comédie
- Durée : 80 minutes
- Date de sortie : 1953

## Distribution
- Stanley Holloway : Mr Hollingsworth / Mr Lucifer
- Peggy Cummins : Kitty
- Jack Watling : Jim
- Barbara Murray : Patricia
- Joseph Tomelty : Mr Pedelty
- Humphrey Lestocq (en) : Arthur
- Gordon Jackson : Hector
- Jean Cadell : Mme Macdonald
- Kay Kendall : la chanteuse
- Charles Victor (en) : Mr Elder
- Olive Sloane (en) : Mme Stannard
- Ernest Thesiger : Mr Macdonald
- Joan Sims : la reine des fées
- Ian Carmichael : l'homme du vendredi
- Raymond Huntley : Patterson
- Frank Pettingell : Mr Roberts
- Irene Handl : la femme au chien